# イリドミルメシン
イリドミルメシン (iridomyrmecin) は、アリの一種Iridomyrmex が合成する防御化学物質で、イリドイドに分類される。植物ではマタタビなどで合成される。